# Ozarba illosis
Ozarba illosis là một loài bướm đêm trong họ Noctuidae.